# Big Road Blues
Singles de Tommy Johnson
Bye Bye Blues
(1928)
Big Road Blues est un morceau de blues écrit par Tommy Johnson. 

## Historique
Big Road Blues a été enregistré pour la première fois par Tommy Johnson en février 1928 pour le label Victor, bien que la date de composition soit probablement plus ancienne.
Le morceau est un succès et il est élu, cette année-là, meilleur blues par les lecteurs d'un magazine noir. Cet enregistrement diffère probablement de ce que jouait Tommy Johnson en public.
Stefan Grossman indique que l'un de ses morceaux les plus célèbres, Big Road Blues, était un passage obligé, un morceau repris par tous les musiciens de blues et qu'il était aussi joué par des groupes de folk blanc.

## Analyse
Big Road était une expression courante dans les plantations, s'appliquant à toutes les routes secondaires, excepté les plus insignifiantes.
Ce titre est joué en ré, tout comme Canned Heat Blues enregistré par Tommy Johnson la même année, avec lequel il partage certains passages de guitare.
Enregistré en même temps que Cool Drink Of Water Blues, il se démarque de celui-ci par son rythme plus rapide et par un chant plus puissant. Tommy Johnson est accompagné par Papa Charlie McCoy.
Le label Victor accuse son concurrent Okeh de plagiat, affirmant que le morceau Stop and Listen Blues, enregistré par le groupe Mississippi Sheiks en 1930, est une copie de Big Road Blues.

## Postérité
Ce titre est l'un de ceux qui ont inspiré la chanson On The Road Again du groupe de blues rock Canned Heat. C'est également une influence importante pour les chansons Dirt Road Blues d'Arthur « Big Boy » Crudup (1948) et Smokestack Lightning d'Howlin' Wolf (1956), entre autres.
Parmi nombreux les artistes ayant repris Big Road Blues, on compte notamment Big Maceo Merriweather (1945), Alexis Korner sur son album Sky High (1966), Houston Stackhouse sur Masters of Modern Blues Vol. 4 (avec Robert Nighthawk, 1967) et Bonnie Raitt (Big Road) sur son premier album.
La chanson est intronisée au Blues Hall of Fame de la Blues Foundation en 1987 dans la catégorie « Enregistrement classique du Blues — Single ».